# Isocetaan
Isocetaan is een sterk vertakte verzadigde organische verbinding met als brutoformule C16H34. Het is een structuurisomeer van hexadecaan. De stof komt voor als een kleurloze en geurloze vloeistof, die door hydrofobe eigenschappen onoplosbaar is in water. Het is wel goed oplosbaar in de meeste organische oplosmiddelen, zoals benzeen, di-ethylether, ethanol, aceton en tolueen.
Isocetaan wordt gebruikt als referentie voor het cetaangetal van diesel. Aan isocetaan is het getal 15 toegekend. Het vervangt 1-methylnaftaleen, dat voorheen als referentiestof diende.